# Golfclub Bergisch Land

Schuldverschreibung über 1000 RM des Golfclub Bergisch Land vom 25. Januar 1931

Der Golfclub Bergisch Land Wuppertal e.V. in Wuppertal ist mit seinem Golfplatz einer der älteren deutschen Golfsport-Vereine.
Willy Schniewind, der spätere Präsident des Deutschen Golf-Verbands, war 1928 Initiator der Vereinsgründung. Zehn Fabrikanten hatten sich dazu in der Barmer Gesellschaft Concordia getroffen. 
Der renommierte englische Golfplatzbauer John Stanton Fleming Morrison plante den ersten Neun-Loch-Platz. Dieser wurde auf dem Gelände des Hofes zur Mühlen der alteingesessenen Familie Schniewind im Quartier Siebeneick im Elberfelder Norden im heutigen Stadtbezirk Uellendahl-Katernberg errichtet. Morrison führte 1958 auch die erste Erweiterung auf 13 Bahnen durch. Für die dritte Ausbaustufe auf 18 Loch zeichnete fünf Jahre später der kaum weniger bekannte Bernhard von Limburger verantwortlich.
Der Par-72-Kurs liegt in parkartigem stark hügeligem Gelände; die oft hängenden Bahnen und Greens, 2007/2008 entschärft, machen ihn besonders anspruchsvoll.
Eine Angehörige des Vereins war die ehemalige Berufsgolferin Katharina Schallenberg, das prominenteste Mitglied dürfte jedoch der im benachbarten Mettmann heimische Martin Kaymer sein, der ehemals für den Bundesligisten antrat.